# Felső-burejai járás
A Felső-burejai járás (oroszul Верхнебуреинский район) Oroszország egyik járása a Habarovszki határterületen. Székhelye Csegdomin.

## Népesség
- 1989-ben 59 705 lakosa volt.
- 2002-ben 33 250 lakosa volt.
- 2010-ben 27 448 lakosa volt.